# اما، استونیا
اما، استونیا (به لاتین: Ama, Estonia) یک روستا در استونی است که در شهرستان لنه-ویرو واقع شده‌است.